# Campanha presidencial de John F. Kennedy em 1960
A campanha presidencial de John F. Kennedy em 1960, então senador júnior dos Estados Unidos por Massachusetts, foi lançada formalmente em 2 de janeiro de 1960, quando o senador Kennedy anunciou sua intenção de buscar a indicação do Partido Democrata para a presidência dos Estados Unidos na eleição presidencial de 1960.
Kennedy foi indicado pelo Partido Democrata na convenção nacional em 15 de julho de 1960, e ele indicou o senador Lyndon B. Johnson como seu companheiro de chapa. Em 8 de novembro de 1960, eles derrotaram o então vice-presidente Richard Nixon e o embaixador nas Nações Unidas Henry Cabot Lodge, Jr. na eleição geral. Kennedy foi empossado como presidente em 20 de janeiro de 1961, e serviria até seu assassinato em 22 de novembro de 1963. Seus irmãos Robert e Ted concorreram à presidência em 1968 e 1980 respectivamente, mas nenhum deles recebeu a indicação presidencial.

## Antecedentes

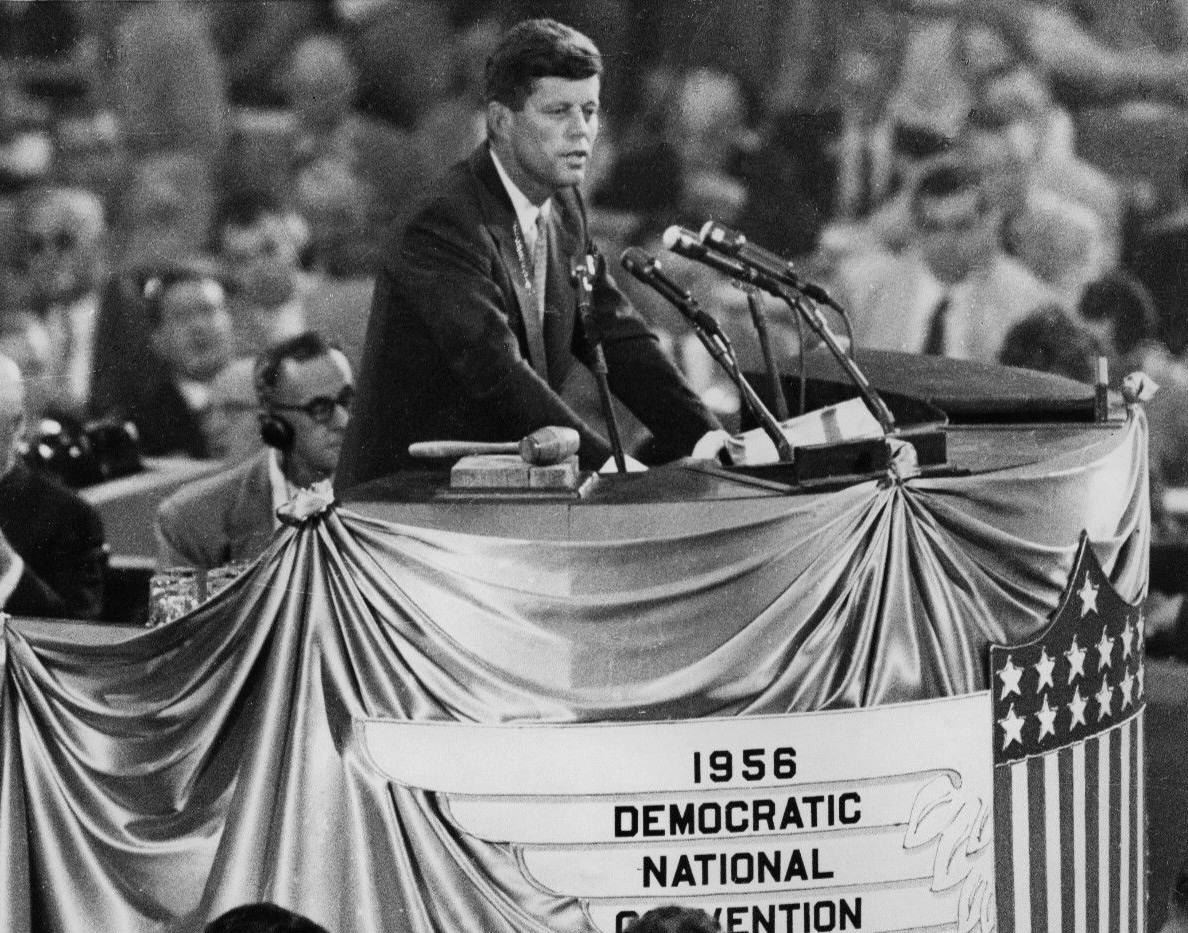
Kennedy apoiando Adlai Stevenson II para a indicação presidencial na Convenção Nacional Democrata de 1956

Durante a eleição presidencial de 1956, Kennedy foi especulado como um possível candidato a vice-presidente. Antes da votação para a indicação de vice-presidente, vários políticos de Massachusetts, incluindo o ex-governador Paul A. Dever, deram seu apoio a Kennedy e pressionaram outras delegações estaduais a apoiá-lo. Na primeira votação, Kennedy ficou em segundo lugar para o senador Estes Kefauver, mas ficou à frente dele na segunda votação devido ao apoio do prefeito Robert F. Wagner Jr., outro católico, e sulistas que se opunham às crenças anti-segregação de Kefauver. No entanto, na terceira votação, Kefauver venceu com o apoio do senador Albert Gore Sr., mas perderia na eleição geral ao lado de Adlai Stevenson II. Kennedy, no entanto, permaneceu imaculado pela derrota de Stevenson, e a exposição que recebeu na convenção o tornou um sério candidato à indicação presidencial democrata em 1960. Kennedy afirmou mais tarde que se tivesse vencido a indicação para vice-presidente, sua carreira política teria terminado devido à vitória esmagadora dos republicanos na eleição geral.
Em 1957, Kennedy ganhou o Prêmio Pulitzer por seu livro best-seller, Profiles in Courage, e suas nomeações para o Comitê de Relações Exteriores do Senado e o Comitê Seleto sobre Extorsões Trabalhistas aumentaram sua estatura pública. Beneficiando-se também do trabalho do redator de discursos Ted Sorensen, artigos publicados sob o nome de Kennedy começaram a aparecer com frequência em revistas sérias, entre elas a Atlantic Monthly e a The New Republic.
Em 1958, Kennedy partiu para vencer a reeleição para o Senado dos EUA por uma ampla margem, acreditando que isso melhoraria sua visibilidade no Partido Democrata e nacionalmente. Ele derrotou seu oponente republicano com 73,6% dos votos, impulsionando seu perfil presidencial para 1960. A margem de vitória de Kennedy foi de 874.608 votos — a maior da história da política de Massachusetts e a maior de qualquer candidato ao Senado naquele ano. Após sua reeleição, Kennedy começou a se preparar para concorrer à presidência viajando pelos EUA, estabelecendo contatos com potenciais delegados democratas, com o objetivo de construir sua candidatura para 1960.
Em 24 de outubro de 1958, Frank Sinatra se manifestou em apoio a uma possível campanha presidencial de Kennedy e em 16 de junho de 1959, o governador John M. Patterson declarou que trabalharia para que Kennedy recebesse a indicação presidencial democrata.
Em 17 de dezembro de 1959, uma carta da equipe de Kennedy que deveria ser enviada a "democratas ativos e influentes" vazou, afirmando que ele anunciaria sua campanha presidencial em 2 de janeiro de 1960.

## Anúncio
Em 2 de janeiro de 1960, anunciou formalmente que buscaria a indicação presidencial democrata no Russell Senate Office Building em Washington, D.C., e declarou que participaria de várias primárias, incluindo Nova Hampshire. Ele também declarou que não aceitaria a indicação para vice-presidente e preferiria permanecer no Senado se perdesse a indicação presidencial. Kennedy entrou com pedido de candidatura para concorrer nas primárias de Nova Hampshire em 8 de janeiro, sendo o único candidato importante a fazê-lo junto com o candidato secundário Paul C. Fisher.
Kennedy estabeleceu sua sede de campanha na 260 Tremont Street, um edifício comercial de 12 andares em Boston. Ele nomeou seu irmão mais novo, Robert F. Kennedy, como coordenador de campanha.

## Questões

### Direitos civis
Sobre a questão do direitos civis, tinha pouca experiência em primeira mão da severidade da vida sulista. Ele contornou o debate nacional sobre direitos iguais ao abordar o assunto como uma questão local. Robert F. Kennedy refletiu mais tarde: "Não estávamos pensando nos negros do Mississippi ou do Alabama — o que deveria ser feito por eles. Estávamos pensando no que precisava ser feito em Massachusetts." De acordo com o autor Carl M. Brauer, o objetivo de Kennedy era neutralizar a questão dos direitos civis e evitar a divisão do partido antes da eleição de 1960.
Uma questão crucial na campanha de 1960, Kennedy enfrentou o desafio de promover políticas que os democratas brancos do sul apoiavam enquanto, ao mesmo tempo, cortejava os eleitores negros para longe do Partido Republicano. Poucas semanas antes da eleição, Martin Luther King Jr. foi preso em Atlanta por um protesto sentado e sentenciado a quatro meses de trabalhos forçados. Embora politicamente arriscado, Kennedy telefonou para Coretta Scott King, para expressar sua preocupação, enquanto uma ligação de Robert Kennedy para o juiz ajudou a garantir a libertação segura de King. A intervenção pessoal dos irmãos Kennedy levou a um apoio público de Martin Luther King Sr., que havia apoiado Nixon no início da campanha. A divulgação desse apoio, combinada com outros esforços de campanha, contribuiu para o aumento do apoio entre os eleitores negros a Kennedy, o que foi fundamental nos estados indecisos de Illinois, Michigan e Carolina do Sul que JFK conquistou. Em 1956, Adlai Stevenson obteve 61% dos votos afro-americanos; em 1960, Kennedy recebeu 68%.

### Guerra Fria
A questão que dominou a eleição foi a crescente tensão da Guerra Fria entre os Estados Unidos e a União Soviética. Em 1957, os soviéticos lançaram o Sputnik, o primeiro satélite feito pelo homem a orbitar a Terra. Logo depois, alguns líderes americanos alertaram que a nação estava ficando para trás dos países comunistas em ciência e tecnologia. Em Cuba, o regime revolucionário de Fidel Castro se tornou um aliado próximo da União Soviética em 1960, aumentando os temores de subversão comunista no Hemisfério Ocidental. Pesquisas de opinião pública revelaram que mais da metade do povo americano achava que a guerra com a União Soviética era inevitável.
Kennedy aproveitou a crescente tensão da Guerra Fria enfatizando uma percebida "lacuna de mísseis" entre os Estados Unidos e a União Soviética. Ele argumentou que sob os republicanos, a nação havia ficado para trás da União Soviética, tanto militar quanto economicamente, e que, como presidente, ele "faria a América se mover novamente". Ele propôs uma investigação bipartidária do Congresso sobre a possibilidade de que a União Soviética estivesse à frente dos Estados Unidos no desenvolvimento de mísseis. Ele também observou em um discurso de 18 de outubro que vários oficiais militares seniores dos EUA há muito criticavam as políticas de gastos com defesa do governo Eisenhower.

### Religião
Uma preocupação fundamental na campanha de Kennedy foi o ceticismo generalizado entre os protestantes sobre sua religião católica romana. Ele foi apenas o segundo católico a ser indicado para presidente por um grande partido (o primeiro foi o governador democrata Al Smith de Nova Iorque, que perdeu para Herbert Hoover em 1928). Isso levantou sérias questões sobre a elegibilidade de um candidato católico, particularmente no Cinturão da Bíblia do Sul. Alguns protestantes, especialmente batistas do sul e luteranos, temiam que ter um católico na Casa Branca daria influência indevida ao Papa nos assuntos da nação. Em janeiro, o governador Happy Chandler previu que Kennedy perderia vários estados do sul, incluindo Kentucky, devido à sua religião. Em setembro, Kennedy confrontou a questão religiosa em uma aparição perante a Associação Ministerial da Grande Houston. Ele disse: "Eu não sou o candidato católico para presidente. Eu sou o candidato do Partido Democrata para presidente que também é católico. Eu não falo pela minha Igreja em assuntos públicos – e a Igreja não fala por mim." Ele prometeu respeitar a separação entre igreja e Estado, e não permitir que autoridades católicas ditassem políticas públicas para ele. Nixon decidiu deixar questões religiosas fora da campanha e martelar a percepção de que Kennedy era muito inexperiente para sentar no Salão Oval.

## Campanha

### Março–junho: primárias

Resultados das primárias democratas de 1960
John F. Kennedy
Lyndon B. Johnson
Hubert H. Humphrey
Outros

Kennedy venceu as eleições em Massachusetts confiando na riqueza e nas conexões de sua família, ignorando a organização democrata local. Ganhar a indicação, no entanto, exigiu o apoio de blocos substanciais de delegados da convenção dos grandes estados, muitas vezes controlados por uma única pessoa (por exemplo, o governador David L. Lawrence da Pensilvânia e o prefeito Richard J. Daley de Chicago). O historiador James Hilty escreve que a estratégia de campanha de Kennedy era vencer as primárias para demonstrar a elegibilidade de John Kennedy aos chefes do partido. Houve apenas dezesseis primárias em 1960, e a maioria delas foi em estados menores com relativamente poucos delegados em jogo. Então, eles escolheram cuidadosamente os estados onde achavam que poderiam vencer de forma impressionante, enquanto trabalhavam nos bastidores para construir apoio em outros lugares.
Kennedy venceu as primárias de Nova Hampshire sem qualquer oposição em 8 de março e recebeu o maior total de votos para qualquer candidato democrata naquele momento. Após os resultados serem divulgados, Kennedy expressou entusiasmo enquanto estava em Madison: "Estou muito feliz com isso; nos saímos melhor do que eu pensava que faríamos." O prefeito de Chicago, Richard J. Daley, prometeu dar a Kennedy o apoio dos delegados do Condado de Cook, desde que Kennedy vencesse as primárias competitivas em outros estados.
Wisconsin foi a primeira primária disputada na corrida e Kennedy enfrentou o senador dos EUA Hubert Humphrey do vizinho Minnesota. Humphrey tentou usar o governador Gaylord Nelson como um filho favorito substituto para si mesmo, mas o senador dos EUA William Proxmire ameaçou concorrer como substituto de Kennedy se isso acontecesse. Kennedy fez campanha em Wisconsin por 29 dias a partir de 16 de fevereiro. A campanha de Kennedy tinha os dois objetivos de derrotar Humphrey decisivamente na maioria das partes do estado para encerrar sua candidatura completamente e retratar o apelo nacional de Kennedy na captura de votos. Os irmãos de Kennedy vasculharam o estado em busca de votos, levando Humphrey a reclamar que ele "se sentia como um comerciante independente concorrendo contra uma rede de lojas". Kennedy venceu as primárias com 56% dos votos e ficou em primeiro lugar em seis distritos congressionais em comparação com Humphrey vencendo quatro distritos. Kennedy venceu todos os quatorze condados com uma população católica superior a 35%, enquanto Humphrey venceu em áreas com mais protestantes. A margem de vitória de Kennedy veio quase inteiramente de áreas católicas e, assim, Humphrey decidiu continuar a disputa no estado fortemente protestante da Virgínia Ocidental. Dias antes das primárias, Kennedy disse que tinham sido as "mais difíceis, mais próximas, mais significativas".
Kennedy venceu as primárias de Illinois e Massachusetts como candidato independente, sem outros democratas na cédula e em Indiana com pouca oposição.
Joseph P. Kennedy Sr. disse a Kennedy para não participar das primárias da Virgínia Ocidental, pois "é um estado sem importância e eles o matarão por causa da coisa católica". Em 4 de maio, Humphrey e Kennedy participaram de um debate individual televisionado na WCHS-TV em Charleston, antes das primárias do estado. Kennedy superou Humphrey e, nos dias seguintes, Kennedy obteve ganhos substanciais sobre Humphrey nas pesquisas. A campanha de Humphrey estava com poucos fundos e não conseguiu competir por publicidade e outros movimentos de "saia para votar" com a campanha bem financiada e bem organizada de Kennedy. Em 10 de maio, Kennedy derrotou Humphrey nas primárias da Virgínia Ocidental com mais de 60 por cento dos votos, e Humphrey anunciou sua retirada da corrida naquela noite.
Jimmy Hoffa, presidente do International Brotherhood of Teamsters, criticou Kennedy por sua emenda na Lei Landrum–Griffin e afirmou que ele era uma fraude que ignorou os sindicatos. No entanto, David J. McDonald, presidente da United Steelworkers, afirmou que Kennedy Sr. ajudou os sindicatos durante a greve do aço de 1959 e George Meany, presidente da AFL-CIO, elogiou Kennedy por sua emenda. O senador Wayne Morse também criticou Kennedy por seu apoio ao projeto de lei e afirmou que era uma das principais razões pelas quais ele se opunha a Kennedy nas primárias do Oregon em 20 de maio, o único estado em que Kennedy desafiou diretamente um candidato "filho favorito". Ele derrotou Morse por 51 a 32%.

### Julho: Convenção Nacional Democrata

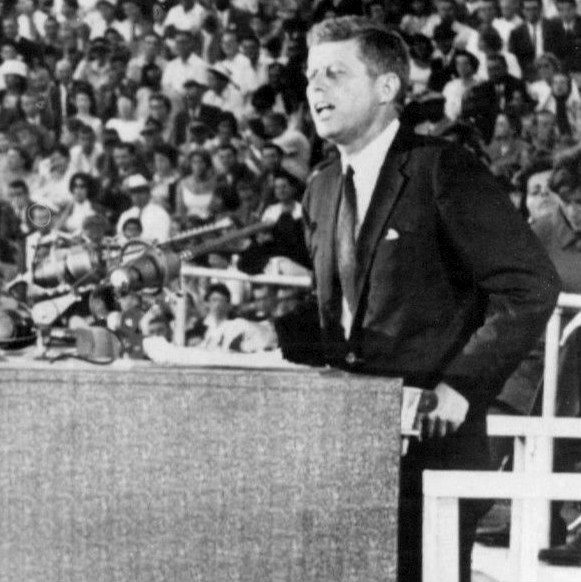
Kennedy fazendo seu discurso na Convenção Nacional Democrata. O discurso foi dado no Los Angeles Memorial Coliseum em 15 de julho de 1960

Kennedy chegou à Convenção Nacional Democrata em Los Angeles (realizada de 11 a 15 de julho) com 600 dos 761 delegados necessários para garantir a indicação. A candidatura de Kennedy enfrentou a oposição do ex-presidente Harry Truman, que estava preocupado com sua falta de experiência. O líder da maioria no Senado, Lyndon Johnson, planejou ficar de fora das primárias (exceto como um candidato write-in) e se apresentar como um poderoso candidato de compromisso na convenção. Dois apoiadores de Johnson, incluindo John Connally, levantaram a questão da saúde de Kennedy. Connally alegou que Kennedy sofria da doença de Addison. O secretário de imprensa de JFK, Pierre Salinger, negou a história. Uma médica de Kennedy, Janet G. Travell, afirmou falsamente que as glândulas suprarrenais do senador funcionavam normalmente. Também foi negado que Kennedy estivesse tomando cortisona. Johnson desafiou Kennedy para um debate televisionado antes de uma reunião conjunta das delegações do Texas e Massachusetts, que Kennedy aceitou. A maioria dos observadores acreditava que Kennedy venceu o debate, e Johnson não conseguiu expandir seu apoio aos delegados além do Sul. Uma pesquisa Gallup em 10 de julho mostrou Kennedy liderando entre os democratas com 41 por cento; Adlai Stevenson tinha 25 por cento, Lyndon Johnson 16 por cento e Stuart Symington 7 por cento.
Kennedy conseguiu ganhar delegados suficientes para uma indicação no primeiro turno, apesar dos movimentos de última hora "Pare Kennedy" liderados por Johnson e outros. Ele não alcançou os 761 votos necessários para a indicação até o estado final na chamada nominal, Wyoming. Na conclusão do primeiro turno, Kennedy tinha 806 votos contra 409 para Johnson e 79,5 para Stevenson. "Filhos favoritos" e candidatos menores dividiram os 142 votos restantes. Kennedy recebeu apoio de 3% dos delegados do Sul, mas foi apoiado por 68% dos delegados de fora do Sul.

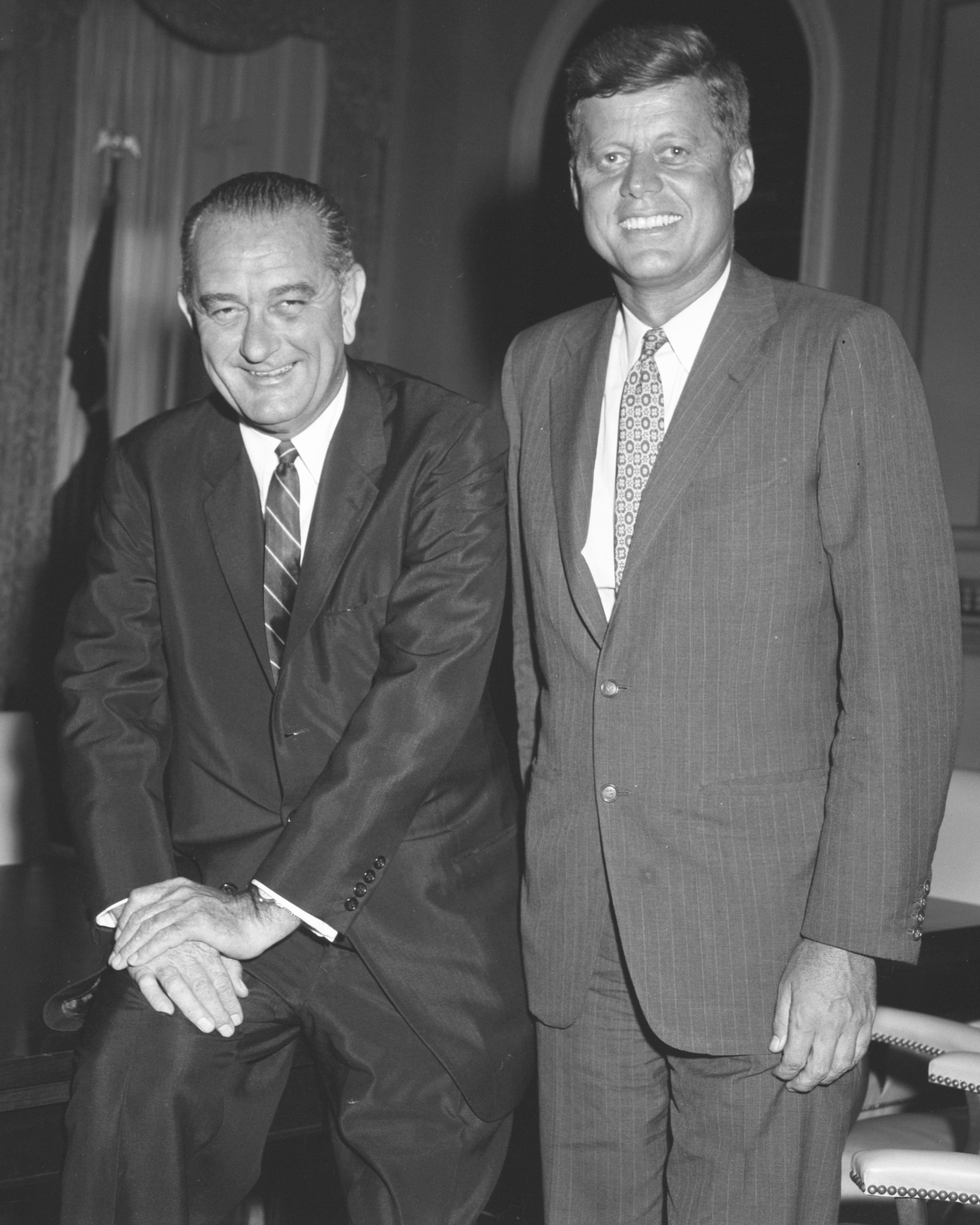
Kennedy (à direita) com Lyndon B. Johnson

Kennedy foi o primeiro senador dos EUA desde Warren G. Harding em 1920 a ser indicado para a presidência pelos democratas ou republicanos. Ele escolheu Johnson como seu candidato a vice-presidente. Essa combinação criou o que alguns chamaram de "eixo Boston–Austin" que ajudou a equilibrar a chapa democrata geograficamente. Kennedy percebeu que não poderia ser eleito sem o apoio dos democratas tradicionais do sul, a maioria dos quais apoiava Johnson. A escolha enfureceu muitos trabalhadores. O presidente da AFL-CIO, George Meany, chamou Johnson de "o arqui-inimigo do trabalho", enquanto o presidente da AFL-CIO de Illinois, Reuben Soderstrom, afirmou que Kennedy havia "feito de idiotas os líderes do movimento trabalhista americano". Robert F. Kennedy, que odiava Johnson por seus ataques à família Kennedy e que favorecia o líder trabalhista Walter Reuther, disse mais tarde que seu irmão ofereceu o cargo a Johnson como cortesia e não previu que ele o aceitaria. Quando ele aceitou, Robert Kennedy tentou mudar a opinião de Johnson, e falhou. O biógrafo Robert Caro oferece uma perspectiva diferente: escrevendo que em 14 de julho, John Kennedy pediu a seu irmão para preparar uma estimativa dos próximos votos eleitorais, "incluindo o Texas". Robert Kennedy chamou Pierre Salinger e Kenneth O'Donnell para ajudá-lo. Percebendo as ramificações de contagem dos votos do Texas como seus, Salinger perguntou se ele estava considerando uma chapa Kennedy-Johnson, e Robert respondeu: "Sim". Entre 9 e 10 da manhã, John Kennedy ligou para o governador da Pensilvânia, David L. Lawrence, um apoiador de Johnson, para solicitar que Lawrence indicasse Johnson para vice-presidente se Johnson aceitasse o papel, e então foi para a suíte de Johnson no Biltmore Hotel para discutir uma chapa mútua às 10h15. John Kennedy então retornou à sua suíte para anunciar a chapa Kennedy-Johnson para seus apoiadores mais próximos e chefes políticos do Norte. De acordo com Caro, Kennedy pode ter feito a oferta a sério devido ao relacionamento amigável de Johnson com o presidente da Câmara, Sam Rayburn, e ao desejo de Kennedy de remover Johnson como Líder da Maioria no Senado em favor do mais liberal Mike Mansfield.
Ao aceitar a indicação presidencial, Kennedy fez seu conhecido discurso "Nova Fronteira", dizendo: "Pois os problemas não estão todos resolvidos e as batalhas não estão todas vencidas — e estamos hoje à beira de uma Nova Fronteira. ... Mas a Nova Fronteira da qual falo não é um conjunto de promessas — é um conjunto de desafios. Ela resume não o que pretendo oferecer ao povo americano, mas o que pretendo pedir a eles." Kennedy esperava reunir elementos-chave da coalizão Roosevelt da década de 1930 — comunidades urbanas de cor, blocos de votação baseados em etnia e trabalho organizado. Ele também esperava reconquistar os católicos conservadores que haviam desertado dos democratas para votar em Eisenhower em 1952 e 1956, e se manter no Sul.

### Setembro–outubro: debates

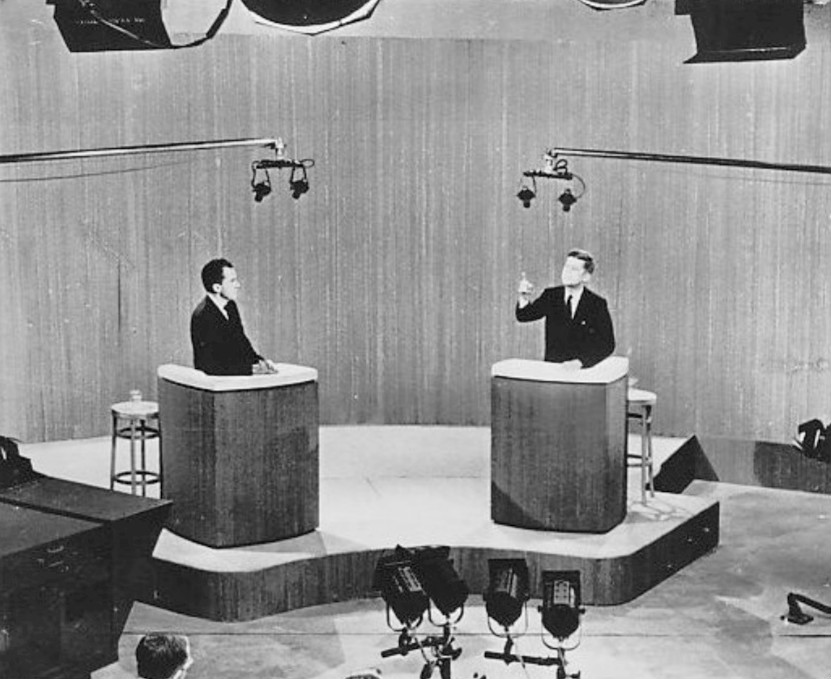
O quarto e último debate presidencial em 21 de outubro de 1960

As campanhas de Kennedy e Nixon concordaram com uma série de debates televisionados. Muitos no campo de Nixon, incluindo o presidente Eisenhower, pediram ao vice-presidente que rejeitasse a proposta de debate e negasse a Kennedy uma exposição nacional inestimável. Nixon, um debatedor experiente, aceitou. Uma disposição da Lei das comunicações havia sido suspensa pelo Congresso no início do ano para permitir que as redes transmitissem os debates sem ter que fornecer tempo igual para candidatos de terceiros partidos. Estima-se que 70 milhões de americanos, cerca de dois terços do eleitorado, assistiram ao primeiro debate em 26 de setembro. No entanto, até 20 milhões de espectadores a menos assistiram aos três debates restantes do que ao primeiro. Observadores políticos na época sentiram que Kennedy venceu o primeiro debate, Nixon venceu o segundo e o terceiro debates, enquanto o quarto debate, que foi visto como o desempenho mais forte de ambos os homens, foi um empate.
Kennedy se encontrou no dia anterior ao primeiro debate com o produtor para discutir o design do cenário e a colocação das câmeras. Nixon, recém-saído do hospital após uma dolorosa lesão no joelho, não aproveitou a oportunidade. Kennedy usava um terno e uma camisa azuis para reduzir o brilho e parecia nitidamente focado contra o fundo cinza do estúdio. Nixon usava um terno de cor clara que se misturava ao fundo cinza; em combinação com a iluminação forte do estúdio que deixou Nixon transpirando, ele ofereceu uma presença menos do que dominante. Em contraste, Kennedy parecia relaxado, bronzeado e telegênico.
Afirma-se com frequência que as pessoas que assistiram ao debate na televisão acreditavam esmagadoramente que Kennedy havia vencido, enquanto os ouvintes de rádio (um público menor) achavam que Nixon havia acabado derrotando-o. No entanto, isso foi contestado. Contudo, não existem tais pesquisas comparativas, e a pesquisa de mercado na qual essas conclusões se baseiam incorporou poucos ouvintes de rádio para ser estatisticamente válida. Apenas uma pesquisa dividiu os eleitores de TV e rádio dessa forma e a metodologia dos pesquisadores foi ruim, falhando em levar em conta os preconceitos políticos ou religiosos pré-debate e entrevistando apenas 178 ouvintes de rádio que acreditavam que o debate havia sido vencido por qualquer um dos candidatos. O local da pesquisa também é desconhecido, embora Nixon tivesse sido mais popular antes do debate de qualquer maneira em áreas rurais protestantes com menos acesso à televisão. 1960 foi uma disputa acirrada e não há pesquisas disponíveis consistentes com a ideia de que Nixon perdeu ou Kennedy ganhou apoio como resultado do debate. Os pesquisadores David Vancil e Sue Pendell apontam que Nixon também não venceu o debate pela força do argumento; figuras democratas ficaram satisfeitas com o desempenho de Kennedy no debate e até mesmo muitos democratas do sul que eram apáticos ou hostis a Kennedy ficaram impressionados, mas o desempenho de Nixon alarmou figuras republicanas que pensaram que sua atitude defensiva e seu "eu também" (enfatizando repetidamente sua concordância com Kennedy) concretizaram seus piores medos e foi um desempenho surpreendentemente ruim dele. Apesar disso, as pesquisas Gallup em outubro mostraram Kennedy se movendo para uma ligeira, mas consistente liderança sobre Nixon (49% a 46%) depois que os candidatos estavam em um empate estatístico na maior parte de agosto e setembro. O pesquisador Elmo Roper concluiu que os debates aumentaram o interesse, aumentaram a participação e deram a Kennedy dois milhões de votos extras, principalmente como resultado do primeiro debate. Os debates são agora considerados um marco na história política americana — o ponto em que o meio da televisão começou a desempenhar um papel dominante na política.

### Novembro: eleição geral

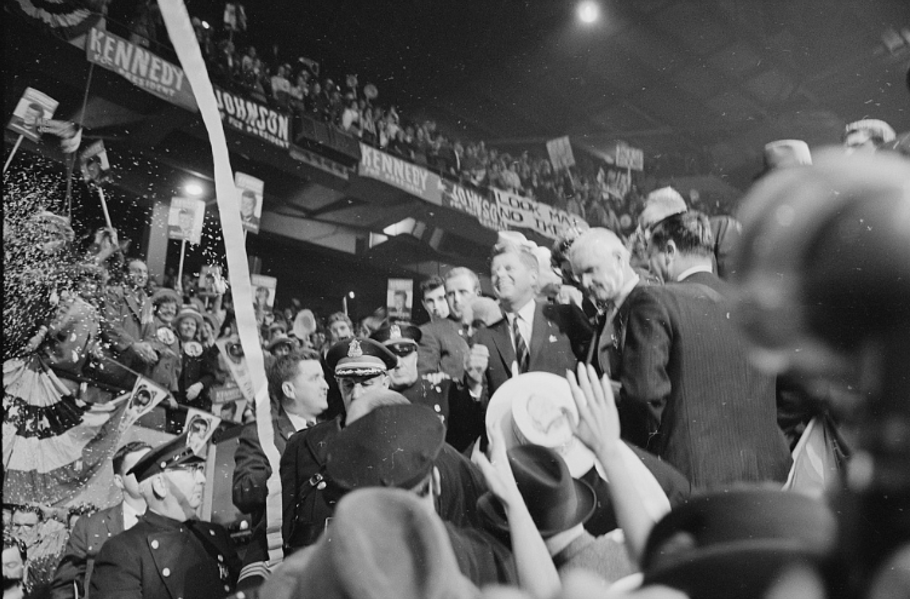
Kennedy (ao centro) cercado por apoiadores no Boston Garden na noite anterior ao dia da eleição, c. 7 de novembro de 1960

Em 1º de novembro, Kennedy iniciou uma campanha eleitoral em dezessete estados para visitar Califórnia, Arizona, Novo México, Texas, Oklahoma, Virgínia, Ohio, Michigan, Illinois, Nova Iorque, Connecticut, Nova Jérsei, Vermont, Nova Hampshire, Rhode Island, Maine e Massachusetts, enquanto Nixon estava focado em cumprir sua promessa de fazer campanha em todos os cinquenta estados que fez na Convenção Nacional Republicana. Larry Sabato e outros comentaristas políticos mais tarde criticariam a decisão de Nixon de fazer campanha em todos os cinquenta estados como uma das razões de sua derrota, pois o impediu de se concentrar em importantes estados indecisos.
Allan Shivers, o ex-governador democrata do Texas que apoiou Eisenhower nas eleições presidenciais de 1952 e 1956, criticou Kennedy por aceitar o apoio do Partido Liberal de Nova Iorque, que a plataforma democrata era mais restritiva aos agricultores do que aos países comunistas e que Nixon venceria no Texas devido à sua experiência de liderança em um evento patrocinado pelos "Democratas por Nixon".
Theodore H. White escreveu que a campanha de Kennedy estava focada em vencer Nova Iorque, Pensilvânia, Califórnia, Michigan, Texas, Illinois, Ohio, Nova Jérsei e Massachusetts, já que esses estados detinham 237 dos 269 votos eleitorais necessários para vencer a eleição. O restante viria dos estados do sul, da Nova Inglaterra ou do centro-oeste.

#### Resultados

Resultados do colégio eleitoral da eleição geral, 8 de novembro de 1960

Em 8 de novembro, Kennedy derrotou Nixon em uma das eleições presidenciais mais disputadas do século XX. No voto popular nacional, pela maioria das contagens, Kennedy liderou Nixon por apenas dois décimos de um por cento (49,7% a 49,5%), enquanto no Colégio Eleitoral, ele ganhou 303 votos contra 219 de Nixon (269 eram necessários para vencer). Quatorze eleitores do Mississippi e Alabama se recusaram a apoiar Kennedy por causa de seu apoio ao movimento pelos direitos civis; eles votaram no senador Harry F. Byrd da Virgínia, assim como um eleitor de Oklahoma. Kennedy se tornou assim o terceiro candidato eleito presidente no século XX sem ganhar a maioria do voto popular (juntando-se a Woodrow Wilson em 1912 e 1916, e Harry Truman em 1948; em 1968, Nixon se tornaria o quarto candidato no século XX a ganhar a presidência sem maioria). Devido à forma como o Alabama conduziu sua eleição presidencial, o vencedor do voto popular foi deixado na disputa e houve acusações de ilegalidades eleitorais em Illinois e Texas devido às vitórias estreitas de Kennedy com 8.858 e 46.266 votos, respectivamente. Kennedy foi inicialmente projetado para vencer a Califórnia por 37.000 votos, mas depois que os votos ausentes foram contados, Nixon venceu o estado por 35.623 votos. Nixon também foi projetado para vencer o Havaí, mas uma recontagem foi conduzida e Kennedy venceu por 115 votos.
Antes da meia-noite, o The New York Times foi para a imprensa com a manchete "Kennedy Eleito Presidente". Como a eleição novamente se tornou muito acirrada, o editor-chefe do Times, Turner Catledge, esperava que, como ele lembrou em suas memórias, "um certo prefeito do Centro-Oeste roubaria votos suficientes para fazer Kennedy passar", permitindo assim que o Times evitasse o constrangimento de anunciar o vencedor errado, como o Chicago Tribune havia feito memoravelmente doze anos antes. A NBC News não anunciou a corrida até as 7 da manhã do dia seguinte.
Em seu discurso de vitória no Arsenal de Hyannis, Kennedy declarou: "A todos os americanos, digo que os próximos quatro anos serão anos difíceis e desafiadores para todos nós; que um esforço nacional supremo será necessário para mover este país com segurança através da década de 1960. Peço sua ajuda e posso garantir que cada grau do meu espírito que possuo será dedicado ao interesse de longo prazo dos Estados Unidos e à causa da liberdade em todo o mundo".
Kennedy foi a primeira pessoa nascida no século XX a ser eleita presidente, e, aos 43 anos, a pessoa mais jovem eleita para o cargo. Ele também foi o primeiro católico romano eleito para a presidência.

## Análise
A proximidade dos números da eleição presidencial de 1960 pode ser explicada por uma série de fatores. Kennedy se beneficiou da recessão econômica de 1957–1958, que prejudicou a posição do Partido Republicano em exercício, e ele tinha a vantagem de 17 milhões de democratas registrados a mais do que republicanos. Além disso, os novos votos que Kennedy, o primeiro presidente católico, ganhou entre os católicos quase neutralizaram os novos votos que Nixon ganhou entre os protestantes. As habilidades de campanha de Kennedy superaram decisivamente as de Nixon, que esgotou tempo e recursos fazendo campanha em todos os cinquenta estados, enquanto Kennedy se concentrou em fazer campanha nos swing states populosos. Kennedy enfatizou sua juventude, enquanto Nixon se concentrou fortemente em sua experiência. Kennedy confiou em Johnson para manter o Sul e usou a televisão de forma eficaz. Embora 70 por cento dos jornais do país apoiassem Nixon, Kennedy ganhou um apoio importante do The New York Times. Muitos jornalistas ativos, incluindo Joseph Alsop e Ben Bradlee, desfrutavam de amizades próximas com Kennedy. Phil Graham, do The Washington Post, disse que ele e Alsop eram "idólatras" em relação a Kennedy.
A pesquisa do NES relatou que no Sul, Kennedy recebeu o apoio de 52% dos eleitores brancos e da maioria dos eleitores negros. A maior quantidade de deserção democrata no Sul foi entre os protestantes que frequentavam a igreja regularmente.

## Controvérsias

### Illinois
Ben Adamowski, um republicano que perdeu a reeleição como Promotor Público do Condado de Cook para o candidato democrata Daniel P. Ward, solicitou uma recontagem da disputa para procurador do estado. Os republicanos tentaram usar essa recontagem, já que não podiam ordenar uma recontagem dos resultados presidenciais, para provar que havia sido cometida fraude na eleição presidencial. Sidney Holzman, presidente do Conselho de Comissários Eleitorais, declarou que apenas os três membros do BEC poderiam manusear as cédulas e só recontariam as cédulas para a eleição para procurador do estado. O juiz Thaddeus Adesko decidiu que vinte e cinco equipes de contadores deveriam ser usadas e que as outras eleições seriam incluídas na recontagem.
A recontagem foi concluída em 9 de dezembro e mostrou que em seis cidades ao redor de Chicago erros de dez votos ou mais a favor de Kennedy ocorreram em 3,1% dos distritos, aqueles a favor de Nixon ocorreram em 2,6% e aqueles a favor de terceiros ocorreram em 4,8%. 11% dos distritos em Chicago tiveram erros de dez votos ou mais a favor de Kennedy e 8,6% a favor de Nixon. O voto de Kennedy foi supercontado em 38% dos distritos de Chicago, enquanto o voto de Nixon foi supercontado em 40%. O total de Nixon foi aumentado em 926 votos.

### Havaí
Em 8 de novembro, o total final de votos não oficiais mostrou Kennedy vencendo o Havaí por 102 votos, com 92.193 votos contra 92.091 votos de Nixon. No entanto, Nixon foi declarado vencedor depois que mais votos ausentes chegaram, aumentando sua margem para 141 em 17 de novembro. Em 2 de dezembro, uma recontagem de 37 distritos foi ordenada pelo Juiz do Tribunal de Circuito Ronald B. Jamieson e mais tarde ordenou que mais distritos fossem recontados. Em 16 de dezembro, Kennedy ultrapassou Nixon no voto popular e em 27 de dezembro, Jamieson decidiu que Kennedy havia vencido por 115 votos.
No entanto, o governador William F. Quinn assinou o certificado dando os três votos eleitorais do Havaí aos republicanos, mas ele assinou outro certificado depois que a recontagem mostrou Kennedy vencendo. Quando o Congresso se reuniu em 3 de janeiro de 1961, Nixon, como presidente do Senado, teve que presidir uma sessão conjunta para certificar a eleição presidencial, certificou Kennedy como o vencedor dos votos eleitorais do Havaí.

## Galeria

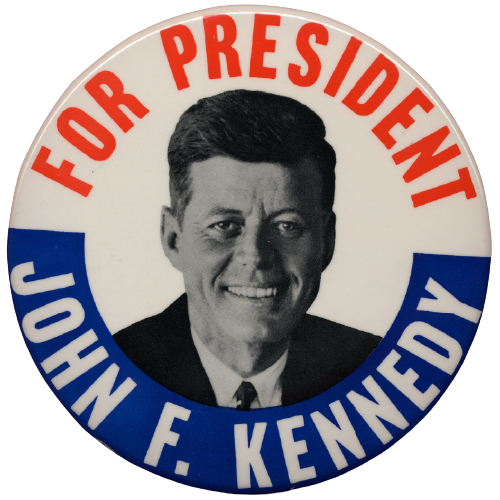
Botton de campanha de Kennedy
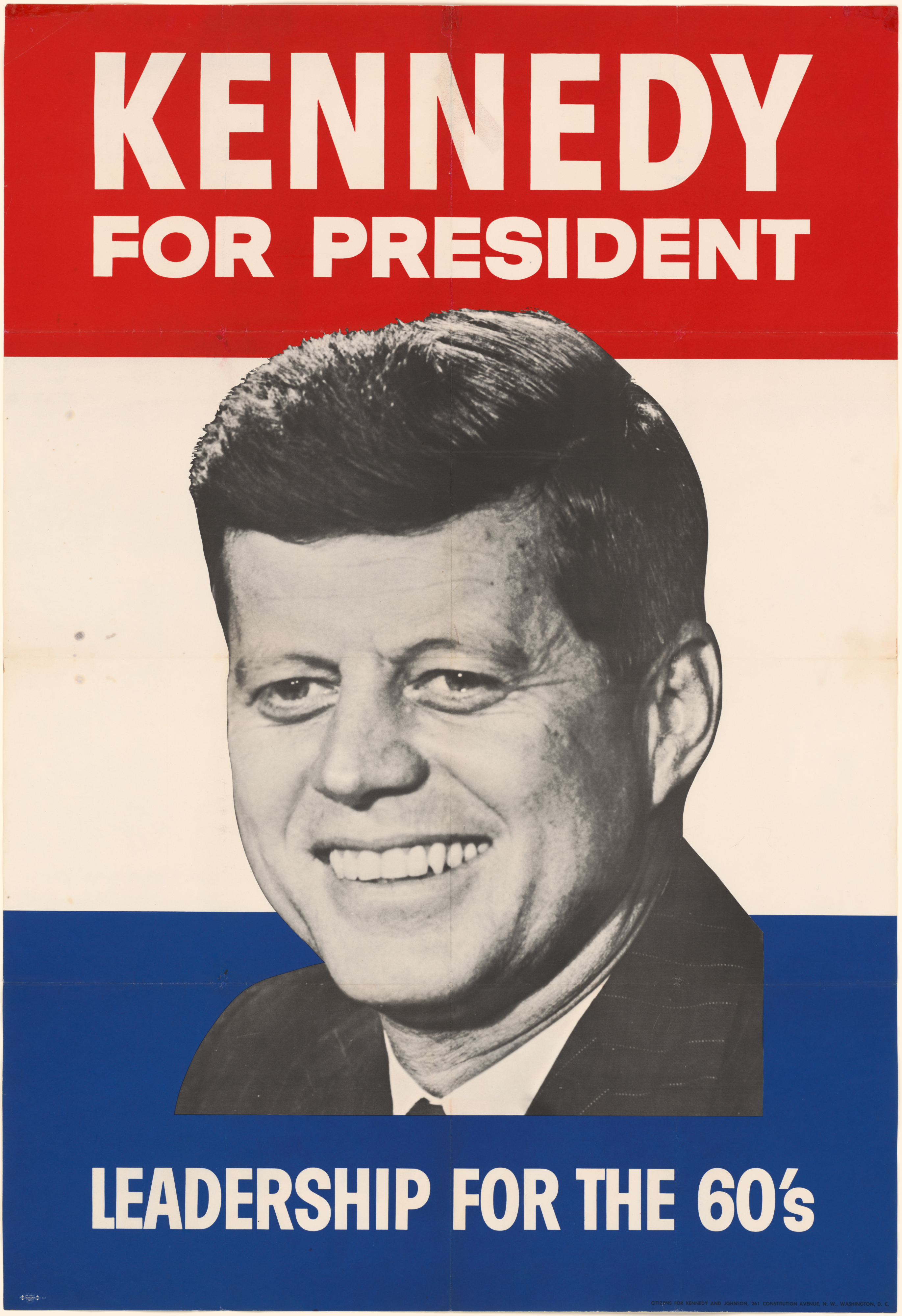
Cartaz da campanha presidencial de 1960
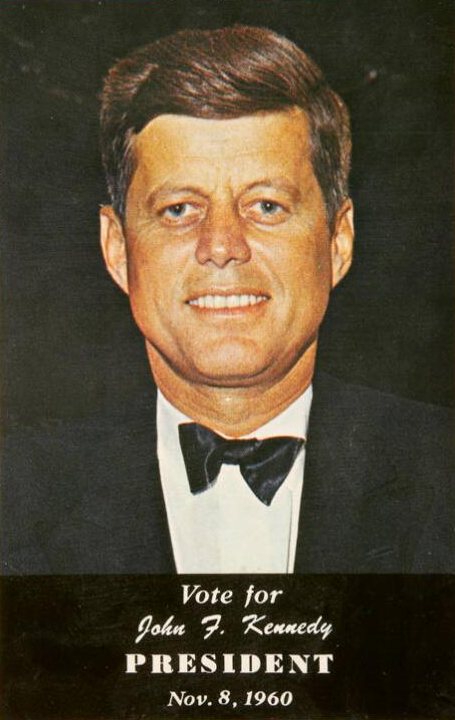
A canção da campanha de Kennedy de 1960, "High Hopes", foi interpretada por Frank Sinatra
- Um anúncio de televisão da campanha de 1960
- Cartão postal da campanha presidencial de 1960

## Apoios
Organizações
- AFL-CIO[15]
- Americanos pela Ação Democrática, organização política americana liberal que defende políticas progressistas[15]
- Partido Liberal de Nova Iorque[110]

Jornais
- Chattanooga Times[101]
- The Atlanta Constitution[111]
- The Atlanta Journal[111]
- Opelika Daily News, jornal diário do Alabama[112]
- The New York Times[101]

Congresso
- Franklin D. Roosevelt Jr., membro da Câmara dos Representantes dos Estados Unidos pelo 20º  distrito congressional de Nova Iorque (1949–1955)[113]
- Stephen M. Young, Senador por Ohio (1959–1971)[114]

Governadores
- Pat Brown, 32º governador da Califórnia (1959–1967)[15]
- Michael DiSalle, 60º Governador do Ohio (1959–1963)[15]
- Foster Furcolo, 60º Governador de Massachusetts (1957–1961)[115]
- John Malcolm Patterson, 44º Governador do Alabama (1959–1963)[15]
- Abraham Ribicoff, 80º Governor do Connecticut (1955–1961)[116]
- G. Mennen Williams, 41º governador do Michigan (1949–1961)[117]

Legisladores estaduais
- Hiram G. Andrews, 125º Presidente da Câmara dos Representantes da Pensilvânia (1955–1956; 1959–1962)[118]

Autoridades municipais
- Bernard L. Boutin, prefeito de Laconia (1955–1959)[119]

Pessoas notáveis
- Brendan Behan, poeta e novelista[15]
- Charles Peters, jornalista[113]
- Walter Reuther, 4º Presidente do United Auto Workers (1946–1970)[120]
- Harry S. Truman (para a eleição geral), 33º Presidente dos Estados Unidos[121]

Celebridades
- Harry Belafonte, cantor[122]
- Milton Berle, comediante[123]
- Joey Bishop, comediante[122]
- Lloyd Bridges, ator[123]
- Diahann Carroll, cantora[122]
- Nat King Cole, cantor[122]
- Tony Curtis, ator[122]
- Sammy Davis Jr., cantor[122]
- Jimmy Durante, comediante[122]
- Ella Fitzgerald, cantora[122]
- Judy Garland, atriz[122]
- George Jessel, ator[123]
- Gene Kelly, ator[122]
- Hope Lange, atriz[123]
- Peter Lawford, ator[122]
- Peggy Lee, cantora[122]
- Janet Leigh, atriz[122]
- Shirley MacLaine, atriz[123]
- Dean Martin, cantor[122] (republicano)
- Lee Marvin, ator[123]
- Dina Merrill, atriz[122]
- Marilyn Monroe, atriz[122]
- Kim Novak, atriz[122]
- Vincent Price, ator[123]
- Edward G. Robinson, ator[123]
- Mort Sahl, comediante[123]
- Frank Sinatra, cantor[122]
- Pat Suzuki, cantora[122]

## Obras citadas
- Black, Earl; Black, Merle (1992). The Vital South: How Presidents Are Elected. [S.l.]: Harvard University Press. ISBN 0674941306
- Dudley, Robert L.; Shiraev, Eric (2008). Counting Every Vote: The Most Contentious Elections in American History. Dulles, VA: Potomac Books. ISBN 978-1-59797-224-6
- Gellman, Irwin (2021). Campaign of the Century: Kennedy, Nixon, and the Election of 1960. [S.l.]: Yale University Press. ISBN 9780300218268
- Kallina, Edmund (1985). «Was the 1960 Presidential Election Stolen? The Case of Illinois». Wiley-Blackwell. Presidential Studies Quarterly. 15 (1): 113–118. JSTOR 27550168
- Reeves, Richard (1993). President Kennedy: Profile of Power. New York: Simon & Schuster. ISBN 978-0-671-64879-4